# Hans Walbrück
Hans Walbrück (* 27. August 1919; † 9. April 1983) war ein deutscher Badmintonspieler aus Bonn.
Er gehörte zu den Pionieren des Badmintonsports in der Bundesrepublik Deutschland und war eine der herausragenden Persönlichkeiten im Bonner Badmintonsport in den frühen 1950er Jahren. Gleich bei den ersten deutschen Titelkämpfen 1953 wurde er Meister im Herreneinzel. 1954 wiederholte er diesen Titelgewinn. Im letztgenannten Jahr wurde er ebenfalls Meister im Herrendoppel mit Günter Ropertz.
Hans Walbrück starb 63-jährig am 9. April 1983.

## Sportliche Erfolge
| Saison    | Veranstaltung                | Disziplin    | Platz | Name                                                    |
| --------- | ---------------------------- | ------------ | ----- | ------------------------------------------------------- |
| 1952/1953 | Deutsche Einzelmeisterschaft | Herreneinzel | 1     | Hans Walbrück (1. DBC Bonn)                             |
| 1953/1954 | Deutsche Einzelmeisterschaft | Herrendoppel | 1     | Hans Walbrück / Günter Ropertz (1. DBC Bonn)            |
| 1953/1954 | Deutsche Einzelmeisterschaft | Mixed        | 2     | Hans Walbrück / Ingeborg Tietze (1. DBC Bonn / BC Kiel) |
| 1953/1954 | Deutsche Einzelmeisterschaft | Herreneinzel | 1     | Hans Walbrück (1. DBC Bonn)                             |